# Резолюция 212 на Съвета за сигурност на ООН
Резолюция 212 на Съвета за сигурност на ООН е приета единодушно на 20 септември 1960 г. по повод кандидатурата на Малдивските острови за членство в ООН. С Резолюция 212 Съветът за сигурност препоръчва на Общото събрание на ООН Малдивските острови да бъдат приети за член на Организацията на обединените нации.